# Neustädter Münster

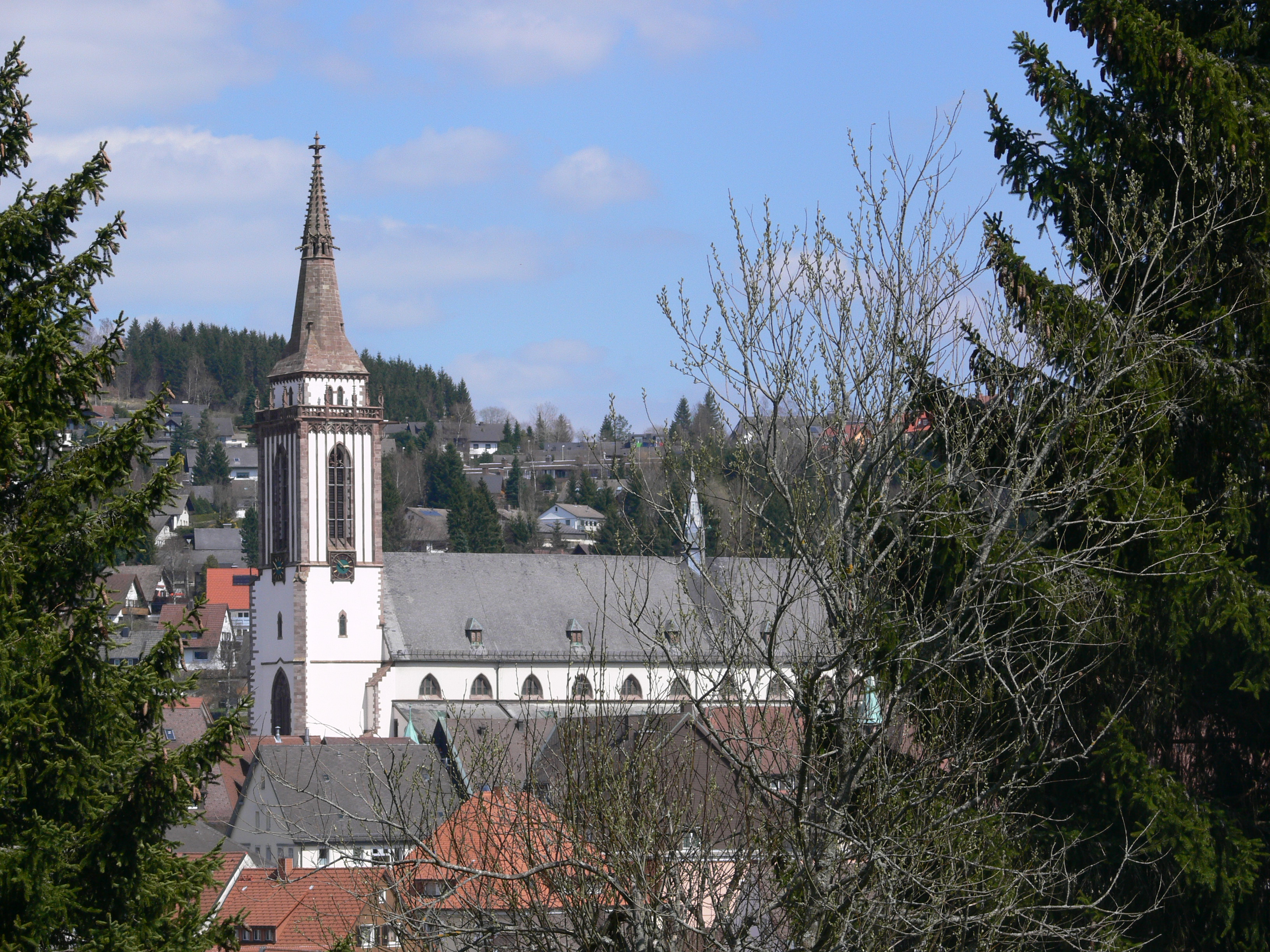
Ansicht von Osten

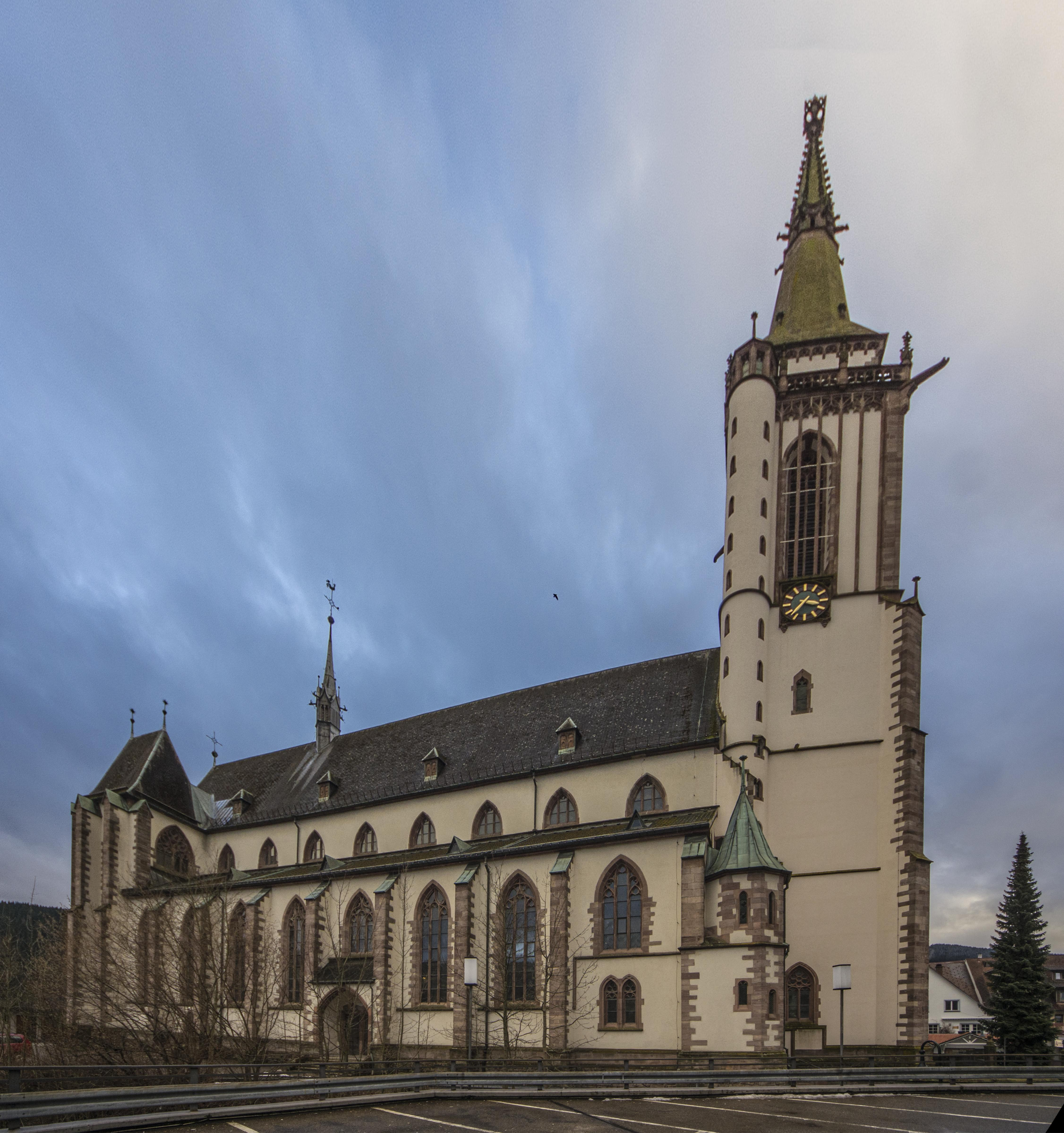
Ansicht von Süden

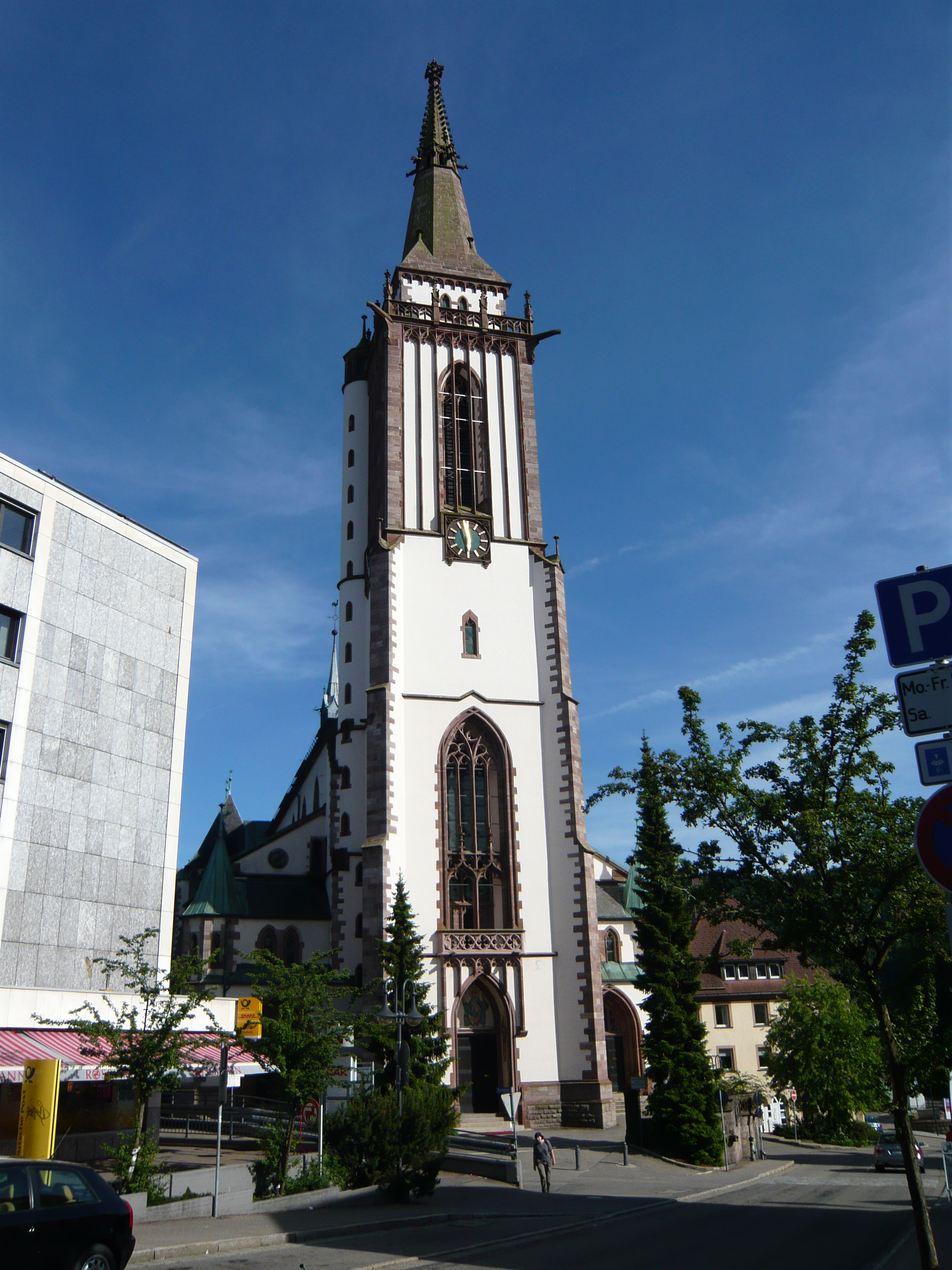
Hauptportal

Die katholische Pfarrkirche St. Jakobi in Neustadt im Schwarzwald, auch Münster St. Jakobus bzw. Münster zu Neustadt bzw. Neustädter Münster genannt, wurde von 1897 bis 1901 erbaut. Die Silhouette des in Anlehnung an den Stil der Spätgotik errichteten Baus wirkt stadtbildprägend.

## Geschichte

### Vorgängerbauten
Das Münster hatte drei Vorgängerbauten. Der erste war die Pfarrkirche aus dem Jahre 1275, die 1693 durch Brand zerstört wurde. Der zweite noch im selben Jahr erbaute fiel 1796 der Fahrlässigkeit durchziehender Truppen der Napoleonischen Kriege zum Opfer. Schnell wurde eine dritte Kirche erbaut, die aber der Größe der Pfarrei nicht entsprach und deren Inneneinrichtung nach dem Kunst- und Kirchenhistoriker Franz Xaver Kraus „ohne künstlerischen Wert“ war. Daher wurde sie 1897 durch das heutige Münster ersetzt.

### Die Errichtung 1897 bis 1901
Am 1. September 1897 wurde der Bau des Münsters begonnen, am 5. Juni desselben Jahres wurde die Grundsteinlegung gefeiert. Der Entwurf entstand im Bauamt der Erzdiözese Freiburg unter Leitung des Architekten Max Meckel; als Bauführer fungierte Johann Happle. Da die Neustädter auch bei Nacht arbeiteten, war bereits 1900 der Dachstuhl angefertigt. Für die beiden äußerst wertvollen gotischen Altäre von Joseph Dettlinger wurden mehrere Tausend Mark gespendet. Bis Dezember war die Kirche vollständig bedacht und weiß verputzt. Der Stadtpfarrer Hermann Rinkenburger hatte auf Reisen Anregungen für sein Projekt gesammelt. Der Bau des 68 Meter hohen Turms wurde im folgenden Jahr beendet. Am 30. Juli 1901 wurde der Schlussstein gesetzt. Im Jahre 1907 erfolgte die feierliche Konsekration durch den Freiburger Weihbischof Justus Knecht. Der Münsterbau hatte 650.000 Mark gekostet.

## Beschreibung

### Architektur
Das Neustädter Münster überragt mit seinem 68 Meter hohen Turm die anderen Gebäude der Stadt. Dieser besteht, wie die gesamte Kirche, aus rotem Buntsandstein und ist weiß verputzt. Die Strebebalken am Chor sind unverputzt geblieben. Die Stiftsfenster sind aus dem Jahr 1904 und wurden im spätgotischen Stil bemalt. Sie verleihen das typische Flair spätgotischer Kirchen. Wegen ihrer massiven Bauweise erhielt die Kirche nach der Vollendung die Bezeichnung „Münster“, obwohl es sich um eine Pfarrkirche handelt.

### Glocken
1902 erhielt das Münster sechs Glocken aus der Glockengießerei Grüninger in Villingen. 1942 wurden sie zur Waffenherstellung eingeschmolzen. Bereits im Ersten Weltkrieg sollten sie zum Einschmelzen heruntergeholt werden, wurden aber vom Stadtpfarrer Hermann Rinkenburger vor der Zerstörung bewahrt.
1949 wurde ein siebenstimmiges Geläute durch die Glockengießerei Albert Junker in der sogenannten Briloner Sonderbronze gegossen. Es ist das größte von Junker zusammenhängende, in schwerer Rippe, gegossenen Geläute, in Briloner Sonderbronze. Das Geläute erklingt in der Melodienfolge des erweiterten Salve Regina in Moll. Die Glocken hängen in einem dreigeschossigen Stahlglockenstuhl. In die Turmuhr sind die Glocken durch den Viertel- (Glocken, 4, 5 und 6) und den wiederholenden Stundenschlag (Glocken 1 und 2) eingebunden.
| Glocke | Name         | Masse   | Durchmesser | Schlagton |
| ------ | ------------ | ------- | ----------- | --------- |
| 1      | St. Jakobus  | 4115 kg | 185 cm      | b°-5      |
| 2      | St. Maria    | 2400 kg | 153 cm      | des′-1    |
| 3      | St. Josef    | 1725 kg | 139 cm      | es′-9     |
| 4      | St. Martinus | 1200 kg | 124 cm      | f′-4      |
| 5      | St. Jodokus  | 0700 kg | 101 cm      | as′-9     |
| 6      | St. Antonius | 0500 kg | 093 cm      | b′-10     |
| 7      | St. Anna     | 0305 kg | 078 cm      | des″-3    |

### Innenansicht
Der ebenfalls im spätgotischen Stil erbaute Innenraum des Münsters hat im Mittelschiff eine Höhe von 18 Metern. Das Münster beherbergt drei geschnitzte Altäre aus den Jahren 1903, 1906 und 1911. Im Inneren fallen die sich an den Verbindungslinien der Pfeiler befindenden Fresken von Heiligen auf. Das Deckengemälde des Chors stammt von Carl Philipp Schilling. Die großen, mit gotischen Malereien verzierten Fenster sind jeweils mit dem Namen ihres Stifters versehen. Für die Innenausstattung des Münsters wurden insgesamt 300.000 Mark ausgegeben, davon waren 75 % Spenden.

### Orgel

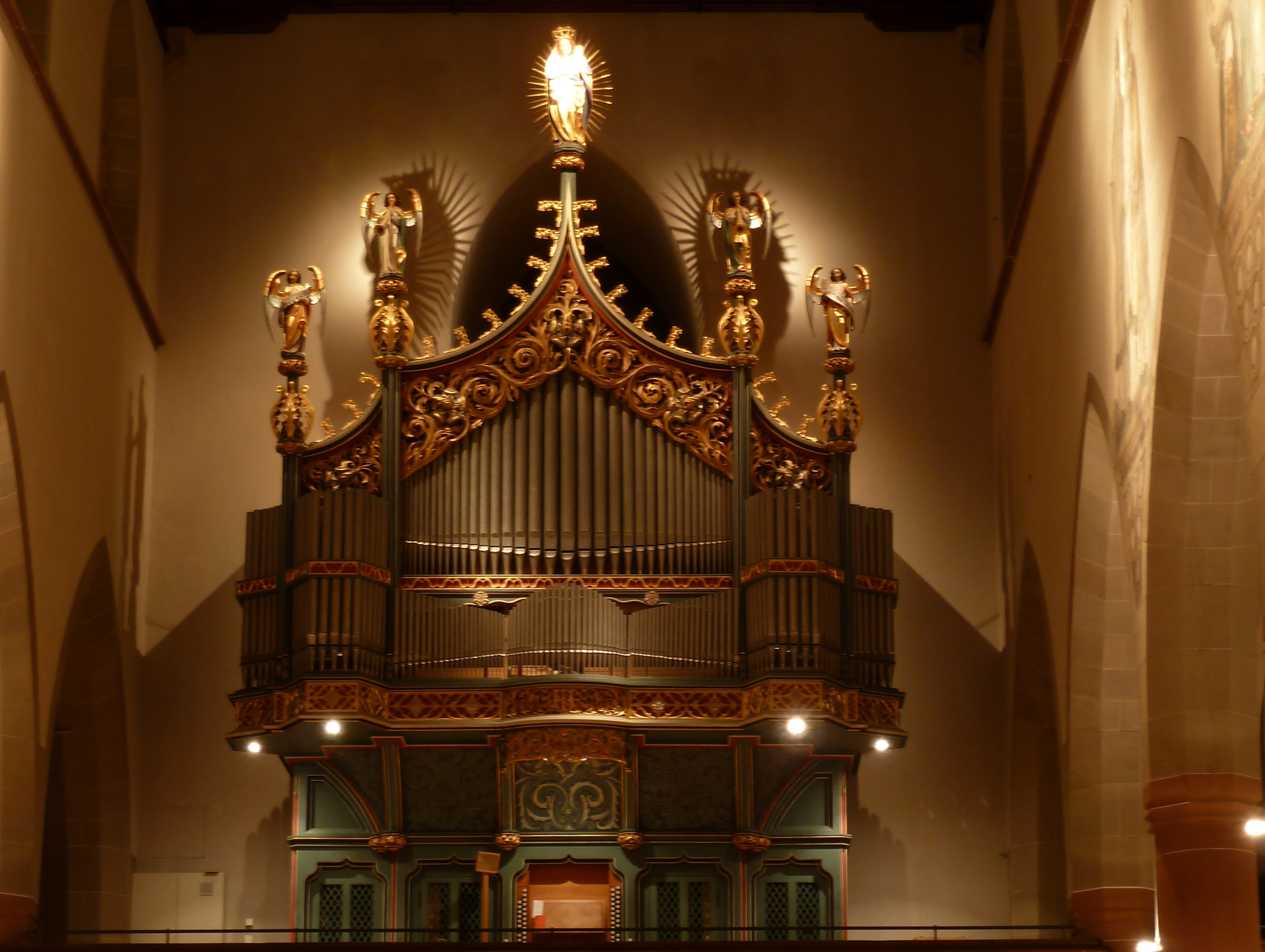
Orgel

Die Orgel im Neustädter Münster geht zurück auf ein Instrument der Orgelbaufirma Wilhelm Schwarz & Sohn (Überlingen) aus dem Jahre 1910. Es hatte 30 Register auf zwei Manualen und Pedal und war mit pneumatischen Kegelladen ausgestattet. Als Spielhilfen hatte es acht „Coppelungen“ und sechs „Collectivtritte“.
Die Schwarz-Orgel wurde 1995 durch ein neues Instrument ersetzt, erbaut von Georg Jann (Laberweinting), unter Wiederverwendung etlicher erhaltener Register der Vorgängerorgel von Schwarz. Das Instrument hat heute 51 Register (Schleifladen) auf drei Manualen und Pedal. Die Spieltrakturen sind mechanisch, die Registertrakturen mechanisch und elektrisch.
| I Hauptwerk C–a3 |                   |         |   |
| 01.              | Principal         | 16′ 0   | S |
| 02.              | Principal         | 08′     | S |
| 03.              | Viola da Gamba    | 08′     | S |
| 04.              | Flute harmonique  | 08′     |   |
| 05.              | Gedeckt           | 08′     | S |
| 06.              | Octave            | 04′     | S |
| 07.              | Gemshorn          | 04′     | S |
| 08.              | Quinte            | 02 ⁄3′0 | S |
| 09.              | Superoctave       | 02′     |   |
| 10.              | Kornett III-V     | 08′     |   |
| 11.              | Mixtura major IV  | 02′     |   |
| 12.              | Mixtura minor III | 01′     |   |
| 13.              | Bombarde          | 16′     |   |
| 14.              | Trompete          | 08′     |   |

| II Positiv C–a3 |               |         |   |
| 15.             | Principal     | 08′     |   |
| 16.             | Bourdon       | 08′     |   |
| 17.             | Salicional    | 08′     | S |
| 18.             | Octave        | 04′     |   |
| 19.             | Rohrflöte     | 04′     |   |
| 20.             | Nasat         | 2 ⁄3′   |   |
| 21.             | Principal     | 02′     |   |
| 22.             | Waldflöte     | 02′     |   |
| 23.             | Terz          | 01 3⁄5′ |   |
| 24.             | Larigot       | 01 ⁄3′  |   |
| 25.             | Mixtur IV-V 0 | 01 ⁄3′  |   |
| 26.             | Trompette     | 08′     |   |
| 27.             | Cromorne      | 08′     |   |
|                 | Tremulant     |         |   |

| III Schwellwerk C–a3 |                     |         |   |
| 28.                  | Bourdon             | 16′     | S |
| 29.                  | Geigenprinzipal     | 08′     | S |
| 30.                  | Nachthorn           | 08′     | S |
| 31.                  | Flauto amabile      | 08′     | S |
| 32.                  | Aeoline             | 08′     | S |
| 33.                  | Vox coelestis       | 08′     | S |
| 34.                  | Fugara              | 04′     | S |
| 35.                  | Traversflöte        | 04′     | S |
| 36.                  | Plein Jeu III-IV    | 02 ⁄3′0 |   |
| 37.                  | Oboe                | 08′     |   |
| 38.                  | Vox humana          | 08′     |   |
| 39.                  | Trompette harmon. 0 | 08′     |   |
| 40.                  | Clairon harmon.     | 04′     |   |
|                      | Tremulant           |         |   |

| Pedal C–f1 |                 |       |   |
| 41.0       | Untersatz       | 32′0  |   |
| 42.        | Contrabaß       | 16′   | S |
| 43.        | Subbaß          | 16′   | S |
| 44.        | Octavbaß        | 08′   |   |
| 45.        | Gedecktbaß      | 08′   | S |
| 46.        | Cello           | 08′   | S |
| 47.        | Choralbaß       | 04′   |   |
| 48.        | Hintersatz IV 0 | 02′ 0 | S |
| 49.        | Posaune         | 16′   |   |
| 50.        | Trompete        | 08′   |   |
| 51.        | Clairon         | 04′   |   |

- Koppel (Orgel) II/I, III/I, III/II, I/P, II/P, III/P
- Spielhilfen: 256-fache Setzeranlage, Registercrescendo

S = historisches Register von 1910 (Schwarz)